# Kaptajn på femten
Kaptajn på femten (russisk: Пятнадцатилетний капитан) er en sovjetisk film fra 1945 af Vasilij Sjuravljov.

## Medvirkende
- Vsevolod Larionov som Dick Sand
- Jelena Izmailova som Mrs. Weldon
- Mikhail Astangov som Sebastian Pereira
- Weyland Rodd som Hercules
- Azharik Messerer som Jackie Weldon